# FORCE (音楽ユニット)
FORCE（フォース）は、ギタリスト高橋圭一とキーボーディスト関誠一郎の2人組の期間限定音楽ユニットである。

## 概要
1993年にシングル「ユノディエール」でデビュー、楽曲プロデュースは当時TRFやジュリアナブームで音楽業界に新風を巻き込んだavexが全面バックアップした。楽曲を作曲・編曲を手掛けたのはエイベックスのエンジニアである星野靖彦であった。
1993年に発売されたシングル「ユノディエール」は、日本伝統の雅楽とディスコミュージックの融合をテーマに作られている。
C/Wの「ユノディエール(STARGAIZER MIX)」は星野のプロジェクトユニットであるSTARGAIZERによる同曲のテクノチューンのリミックス。もう一曲のC/W「Over night」は関のソプラノサックスをフィーチャーし、同曲をしっとりとしたバラードにリアレンジしたものである。
1994年レーベルをavextraxからcutting edgeに移し、ル・マンテーマ曲第2弾として発売された「ディスタントビュー」は前作「ユノディエール」から一転しフュージョン色の強いナンバーになった。この曲も星野靖彦が手掛けている。
FORCEはこのシングルをリリース後活動を休止し、高橋はギタリスト、コンポーザー、アレンジャー、プロデューサーとして精力的に活動し、現在はEXILEのレコーディングやツアーにギタリストとして参加。Leadや柴田淳のプロデュースも手掛けている。
関は久宝留理子の大ヒットナンバーである「早くしてよ」をSORCEという名義で楽曲提供している。